# Dingaan Thobela
Dingaan Thobela est un boxeur sud-africain né le 24 septembre 1966 à Soweto en Afrique du Sud et mort le 29 avril 2024 à Johannesbourg.

## Carrière
Passé professionnel en 1986, Dingaan Thobela devient champion du monde WBO des poids légers en 1990 et 1991, champion de la WBA dans la même catégorie en 1993 et champion du monde WBC des super moyens en 2000. Il met un terme à sa carrière en 2006 sur un bilan de 40 victoires, 14 défaites et 2 matchs nuls.